# Bijeli čaj
Bijeli čaj je 2% fermentiran. Njegova fermentacija se uglavnom događa za vrijeme sušenja. Poznat je kao posebna vrsta zelenog čaja.
Proizvodni koraci:
1. Ručna berba svježih listova
2. Hlađenje/zračenje listova između 2 i 3 sata
3. Sušenje na platnima ili u košarama između 10 i 14 sati. Vlaga zraka oko 60 % i temperature 25-26°C
4. Prvo jače sušenje u sušari 10-15 minuta na temperaturi od 100°C-130°C
5. Ručno razvrstavanje
6. Drugo jače sušenje u sušari 12 minuta na temperaturi od 130°C
7. Miješanje i pakiranje